# Eiskapelle im Griesbachgraben

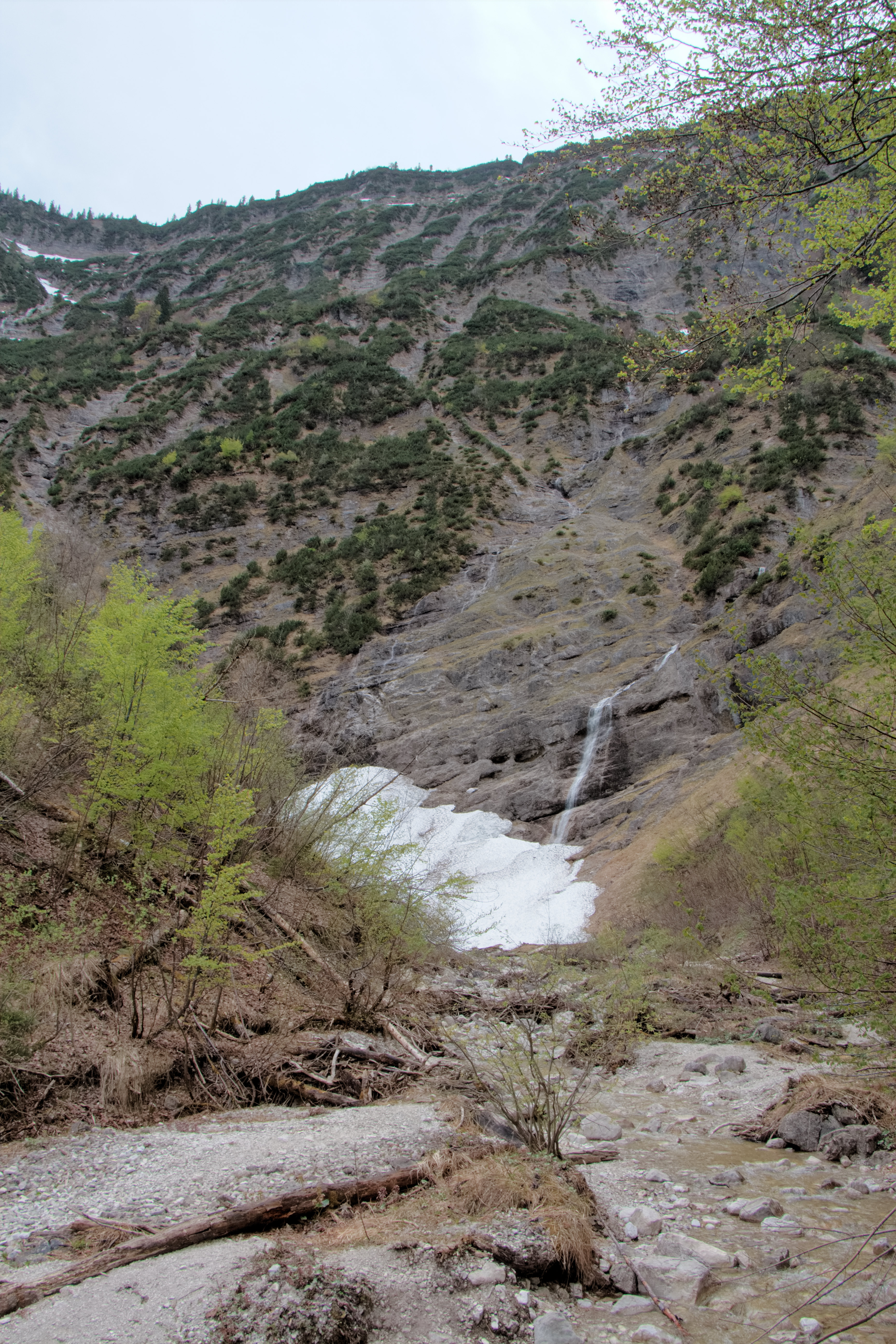
Griesbachkessel, Mai 2021

Die Eiskapelle im Griesbachgraben, auch Eiskapelle beim Hintersee, ist ein Naturdenkmal im Land Salzburg am Fuße des Wieserhörndls in der Osterhorngruppe (Bezirk Salzburg-Umgebung). Es handelt sich dabei um einen, in der Regel das Jahr über bestehen bleibenden, Lawinenschneekegel in der Nähe des Hintersees in der Gemeinde Hintersee.

## Geografie
Der im Volksmund Eiskeller oder Eiskapelle genannte Lawinenkegel liegt am Ende des engen Griesbachgrabens in einem Kessel im Nordostabfall des Wieserhörndls (1567 m ü. A.) sowie des Anzenbergs (1468 m ü. A.). Durch die dortige Steilheit der Wände können Lawinen über Runsen (Rinnen) in den Kesselboden stürzen, und durch die Fallgeschwindigkeit (Höhenunterschied ca. 750 m) und den daraus sich ergebenden hohen Druck beim Aufprall wird der Schnee zusammengepresst. Ein talauswärts liegender Moränenschuttkegel verhindert den Weitertransport des Lawinenschnees. Die schattige Lage und lokalklimatisch bedingte große Niederschlagsmengen unterstützen die alljährliche Erneuerung der Schnee- und Eismenge. Im Zuge der Schneeschmelze wird das talabwärts gelegene Ende des Firnkegels immer mehr unterhöhlt, was einen kapellenartigen Raum entstehen lässt, woraus sich die Bezeichnung Eiskapelle herleitet.
Eine derartige topografische Gegebenheit ist kein Einzelfall. Bekannt sind ähnliche Situationen im weiteren Umkreis am Fuß des bayerischen Watzmanns (Eiskapelle Watzmann) und beim ebenfalls zum Naturdenkmal erklärten Birnbachloch in der Salzburger Gemeinde Leogang. Gemeinsam ist diesen die Sonderlage, die ein Überdauern der Schneeablagerungen über den Sommer ermöglicht. Damit ergibt sich dort jeweils ein Minigletscher, der im Falle des Griesbachgrabens auf nur rund 830 Meter Seehöhe liegt.
Schwund des Eises
Im Juni 2023 befanden sich keine Schnee-, Firn- oder Eisreste mehr im Griesbachgraben, was wohl den erhöhten Durchschnittstemperaturen der vorangegangenen Jahre (Klimawandel) zuzuschreiben ist.

## Unterschutzstellung
Die Stelle wurde im Oktober 1974 zum Naturdenkmal erklärt und ist unter der Nummer NDM 00124 im Salzburger Naturschutzbuch gelistet. Der geschützte Bereich umfasst die Eiskapelle sowie den Sturzbereich und die nächste Umgebung und hat eine Fläche von 142 ha. Als Grund für den Schutz gilt eine hohe Bewertung hinsichtlich der Landschaftsästhetik.

## Tourismus
Zur Eiskapelle führt entlang des Griesbachs ein Wanderweg. Das Betreten des Lawinenkegelbereichs selbst ist verboten, da durch herabstürzende Schnee- oder Eismassen Lebensgefahr besteht. So verunglückte dort der dreimalige Eiskletter-Weltmeister Harald Berger am 20. Dezember 2006 beim Training tödlich.

## Trivia
Der Salzburger Schriftsteller Wolfgang Kauer widmet der Eiskapelle eine Erzählung. Darin werden zum einen zwei historische Ereignisse geschildert, die bei der Eiskapelle stattgefunden haben, und zum anderen wird inhaltlich daran anschließend eine fiktive Begebenheit erzählt.